# Bubsy
Bubsy est une série de jeux vidéo de plates-formes créée par Michael Berlyn, et développée et distribuée par Accolade. Les jeux se centrent sur un lynx roux appelé Bubsy, un personnage qui puise son inspiration des séries Super Mario Bros. et Sonic the Hedgehog. Les jeux sont à l'origine distribués sur Super NES, Mega Drive/Genesis, Jaguar, PC et PlayStation dans les années 1990.
Six jeux ont été publiés en date : Bubsy in: Claws Encounters of the Furred Kind, Bubsy II, Bubsy in: Fractured Furry Tales, Bubsy 3D, Bubsy: The Woolies Strike Back et Bubsy: Paws on Fire. En 2015, un coffret des deux premiers jeux est publié pour Microsoft Windows sur Steam, par Retroism. Hormis les jeux, il existe un épisode pilote d'une série d'animation homonyme, centrée sur Bubsy.

## Histoire

### Bubsy in: Claws Encounters of the Furred Kind
Le premier jeu de la série Bubsy, Bubsy in: Claws Encounters of the Furred Kind, est publié en mai 1993 par Accolade sur la SNES, puis sur Sega Genesis. L'histoire se centre sur une race extra-terrestre appelée Woolies.

### Bubsy II
Bubsy II est publié peu après la sortie du premier opus, le 28 octobre 1994. Dans le jeu, le joueur combat l'antagoniste Oinker P. Hamm, qui a créé un « Amazatorium ». Bubsy II est le seul de la série Bubsy reprogrammé comme jeu en noir-et-blanc pour Game Boy à être adapté sur Super Game Boy.
Le 16 novembre 2015, une réédition de Bubsy est publiée sur Steam Greenlight, intitulée Bubsy Two-Fur. Two-Fur est un coffret qui comprend les deux premiers jeux Bubsy ; il est publié le 17 décembre 2015.

### Bubsy in: Fractured Furry Tales
Bubsy in: Fractured Furry Tales est publié le 15 décembre 1994 sur Atari Jaguar. Le titre fait traverser Bubsy dans différents comtes de fée. Le personnage traverse notamment les paysages d'Alice au pays des merveilles, Jack et le haricot magique, Ali Baba et les 40 voleurs, et de Hansel et Gretel.

### Bubsy 3D: Furbitten Planet
Bubsy 3D: Furbitten Planet est le quatrième opus de la série Bubsy, et seul titre adapté en 3D. Le jeu est publié en 1996 sur console PlayStation. Il est une suite des anciens jeux en termes d'histoire et prend place dans la planète des Woolies, Rayon. Bubsy 3D comprend 16 niveaux et deux bosses de fin. Le personnage doit battre deux reines de Rayon, Poly et Esther. Le joueur peut collecter des missiles et atomes, afin d'essayer de s'échapper de la planète Rayon. Bubsy parle activement lorsque le joueur le contrôle. Une adaptation prévue sur Sega Saturn a été annulée.

### Bubsy: The Woolies Strike Back
En octobre 2017, un cinquième titre Bubsy, Bubsy: The Woolies Strike Back, est annoncé sur PlayStation 4 et PC. Le jeu est développé par Black Forest Games.

### Bubsy: Paws on Fire
En octobre 2018, un sixième titre Bubsy, Bubsy: Paws on Fire, est annoncé sur PlayStation 4, Nintendo Switch et PC. Le jeu est développé par Choice Provisions et édité par Accolade.

## Épisode pilote
Bubsy est aussi adapté comme épisode pilote en 1993 intitulé What Could Possibly Go Wrong?, produit par Calico Creations. Rob Paulsen prête sa voix à Bubsy, aux côtés de Tress MacNeille, Jim Cummings, Pat Fraley, B. J. Ward et Neil Ross. Ce pilote ne verra jamais naître une série d'animation Bubsy.

## Accueil
Bubsy est récompensé Most Hype for a Character en 1993 par Electronic Gaming Monthly. Bubsy remporte aussi la catégorie « meilleur nouveau personnage » aux remises de prix de GameFan.